# Меланезија
Меланезија (грч. μελας, грч. νησί) је једна од три географске и културне целине у Океанији, поред Микронезије и Полинезије. Придев црн се односи на таман тен првобитних становника. Обухвата области источног Пацифика северно и североисточно од Аустралије. 
Реч Меланезија први пут је употребио Жил Димон д'Ирвил 1832. да означи етничку и географску групу острвских територија која је посебна у односу на Микронезију и Полинезију. Данас је термин прихваћен као географска и геополитичка одредница, иако у погледу становништва Меланезија није хомогена.
Површина Меланезије је 940.000 km² на којој живи око 10,3 милиона становника. Од тога острво Нова Гвинеја чини 84% територије (786.000 km²) и 69% становништва (6,9 милиона).

## Политичка подела
Меланезија је подељена на следеће државе или територије: Папуа Нова Гвинеја, индонежански део Нове Гвинеје са околним острвима, Соломонска острва, Вануату, Нова Каледонија (француска територија), Фиџи и острво Норфок (аустралијска територија). Због мешаног меланезијско−полинезијског становништва, постоје дилеме око класификације Фиџија у Меланезијску групу.

## Становништво
Првобитни становници Меланезије били су Папуанци, а са њима су у контакт дошли Аустронежани, пре око 4.000 година. Данас се становништво састоји од ове две расе, њихове мешавине, и досељеника из Индонезије, Индије, Европе и Кине.
У Меланезији се говори око 600−700 језика, што је импресиван број. Томе нарочито доприноси постојање изолованих долина и племена на Новој Гвинеји. Такође, присутан је велики број пиџин језика (мешавине домаћег и језика колонизатора).
Доминантна религија је хришћанство (римокатолицизам и протестантизам).

## Историја
Током 19−ог века, Меланезију су колонизовали европски народи. Нову Гвинеју су запосели Холанђани, Немци и Британци, Нову Каледонију Французи, Ванауту (Нови Хебриди) су били под заједничком управом Британије и Француске, а остала острва су припала Британији.
Током Другог светског рата, Меланезију су са севера запосели Јапанци, али су њихов продор зауставили Американци крајем 1942. у бици код Гвадалканала (Соломонска острва).
После рата, територије су враћене колонијалним силама, а нове земље су добиле независност у периоду 1970−1980.

## Привреда
Привреда држава Меланезије се заснива на пољопривреди (рибарство, палмино уље, шећер), рударству (злато, бакар, никл) и туризму.

## Занимљивости
Банџи скокови су настали као народна традиција на острвима Вануату пре око 1.500 година. Скакачи користе дрвене платформе и лијане које везују за чланке. Ови скокови за становнике острва симболизују мужевност и плодност.